# UBALD2
UBALD2 (англ. UBA like domain containing 2) – білок, який кодується однойменним геном, розташованим у людей на 17-й хромосомі. Довжина поліпептидного ланцюга білка становить 164 амінокислот, а молекулярна маса — 17 877.
| 10         |  | 20         |  | 30         |  | 40         |  | 50         |
| ---------- |  | ---------- |  | ---------- |  | ---------- |  | ---------- |
| MSVNMDELRH |  | QVMINQFVLA |  | AGCAADQAKQ |  | LLQAAHWQFE |  | TALSTFFQET |
| NIPNSHHHHQ |  | MMCTPSNTPA |  | TPPNFPDALA |  | MFSKLRASEG |  | LQSSNSPMTA |
| AACSPPANFS |  | PFWASSPPSH |  | QAPWIPPSSP |  | TTFHHLHRPQ |  | PTWPPGAQQG |
| GAQQKAMAAM |  | DGQR       |  |            |  |            |  |            |

A: Аланін

C: Цистеїн

D: Аспарагінова кислота

E: Глутамінова кислота

F: Фенілаланін

G: Гліцин

H: Гістидин

I: Ізолейцин

K: Лізин

L: Лейцин

M: Метіонін

N: Аспарагін

P: Пролін

Q: Глутамін

R: Аргінін

S: Серин

T: Треонін

V: Валін

Задіяний у такому біологічному процесі, як ацетилювання. 